# Kedjelod

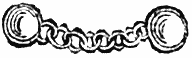
Ett kedjelod.

Kedjelod är en sorts ammunition till kanoner av äldre modell. Kedjeloden uppfanns någon gång under 1600-talet. Ett kedjelod ser ut som en hantel och består av två halva kanonkulestycken i vardera ända av en järnstång eller kedja. Kedjeloden användes förr för att skjuta sönder fiendeskeppens rigg och master. 
De användes också i markstrider av artilleriförband för att åstadkomma så omfattande skador som möjligt i fiendens infanteriförband. Kedjelod på land ansågs under stormaktstiden som mycket feg krigföring varför de inte användes så mycket.